# (8344) Babette
(8344) Babette est un astéroïde de la ceinture principale.

## Description
(8344) Babette est un astéroïde de la ceinture principale. Il fut découvert le 25 janvier 1987 à Ojima par Tsuneo Niijima et Takeshi Urata. Il présente une orbite caractérisée par un demi-grand axe de 2,38 UA, une excentricité de 0,16 et une inclinaison de 0,4° par rapport à l'écliptique.

## Compléments